# Семёнов, Михаил Фёдорович
Михаи́л Фёдорович Семёнов (16 июня 1942, Лагань, СССР — 7 января 2010, Москва, Россия) — советский футболист, защитник.

## Карьера
В 1960 году тренер саратовского «Прогресса» Фёдор Гусев на матче в Каспийске пригласил игрока местной команды Михаила Семёнова к себе в команду. На протяжении двух лет Семёнов играл за заводскую команду «Прогресс» в чемпионате города и области, а затем перешёл в «Труд», который позже сменил название на «Сокол». В течение 6 лет Михаил выступал в первой лиге, провёл за команду более 100 матчей.
В 1969 перешёл в московское «Динамо». В январе и феврале Семёнов играл за клуб на турнире в Южной Америке и был признан лучшим игроком этого соревнования. В чемпионате СССР дебютировал 8 апреля в гостевой игре в Ереване против «Арарата». Всего в первом сезоне Михаил провёл 14 матчей в чемпионате и 3 в Кубке.
С сентября по март Семёнов сыграл лишь один официальный матч в чемпионате, в это время он принимал участие в товарищеских встречах. В 1970 провёл 5 матчей в высшей группе «А» и 3 в Кубке СССР, после чего летом ушёл в кировское «Динамо». Завершил карьеру в 1975 году, проведя один сезон в «Соколе».

## Образование
Окончил Саратовский педагогический институт.

## Достижения
«Динамо» Москва
- Обладатель Кубка СССР: 1970